# Hexatoma (Eriocera) constricta sunda
Hexatoma (Eriocera) constricta sunda is een ondersoort van de tweevleugelige Hexatoma (Eriocera) constricta uit de familie steltmuggen (Limoniidae). De ondersoort komt voor in het Oriëntaals gebied.